# Merkur Spiel-Arena
La Merkur Spiel-Arena (anciennement ESPRIT arena et LTU Arena) est un stade à toit rétractable allemand de football situé à Düsseldorf. 
Ce stade remplace le Rheinstadion (1925-2002). Outre les évènements sportifs, il a reçu quelques manifestations culturelles telles des concerts.
La Merkur Spiel-Arena dispose de 51 500 places assises et peut accueillir jusqu'à 66 500 spectateurs pour certains événements comme les concerts.

## Histoire
L'inauguration officielle du stade a eu lieu le 18 janvier 2005, devant 44 583 spectateurs, lors d'un match amical entre le Fortuna Düsseldorf et le Bayern Munich. À la suite d'un contrat de naming, l'enceinte fut nommée LTU Arena. LTU est une compagnie aérienne allemande à bas coûts. Il est rebaptisé ESPRIT arena du 1er juillet 2009 à 2018, Esprit étant un fabricant de prêt-à-porter allemand.
Construit pour un coût total de 218 millions d'euros, l'édifice a été en partie financé par la ville de Düsseldorf avec une contribution de 63,9 millions d'euros. Une subvention d'un montant de 10,23 millions d'euros provient de la société Energie Baden-Württemberg (EnBW).
Ce stade a accueilli les finales de la NFL Europa (World Bowl) en 2005 et 2006. Cette enceinte était candidate pour recevoir des rencontres de la Coupe du monde 2006.
Le Fortuna Düsseldorf, qui évolue en deuxième division allemande (2. Bundesliga), est le club résident du stade. De fin janvier 2009 jusqu'à la fin de la saison 2008-2009, la Merkur Spiel-Arena accueille les matchs à domicile du club voisin, le Bayer Leverkusen, club de première division allemande (1. Bundesliga), pour cause de rénovation de son stade, la BayArena.

## Évènements sportifs
- World Bowl, 2005 et 2006 ;
- Course automobile Race of Champions 2010. Participent Sébastien Loeb, Michael Schumacher, Alain Prost, Sebastian Vettel, Carl Edwards ;
- Combats de boxe dont deux championnats du Monde, Wladimir Klitschko contre Eddie Chambers le 20 mars 2010 (victoire de l'Ukrainien au 12e round) et contre Jean-Marc Mormeck le 3 mars 2012 (nouvelle victoire de Klitschko au 4e round) ;
- Phase finale (Final 8) de la Ligue Europa 2019-2020 ;
- Matchs d'ouverture de Championnat d'Europe masculin de handball 2024 ;
- Championnat d'Europe de football 2024.

### Championnat d'Europe de football 2024
La Dusseldorf Arena accueillera des rencontres de l'Euro 2024.
| Date             | Heure (HNEC) | Équipe 1   | Score             | Équipe 2 | Tour               | Spectateurs |
| ---------------- | ------------ | ---------- | ----------------- | -------- | ------------------ | ----------- |
| 17 juin 2024     | 21 h         | Autriche   | 0 - 1             | France   | Groupe D           | 46 425      |
| 21 juin 2024     | 15 h         | Slovaquie  | 1 - 2             | Ukraine  | Groupe E           | 43 910      |
| 24 juin 2024     | 21 h         | Albanie    | 0 - 1             | Espagne  | Groupe B           | 46 586      |
| 1er juillet 2024 | 18 h         | France     | 1 - 0             | Belgique | Huitième de finale | 46 810      |
| 6 juillet 2024   | 18 h         | Angleterre | 1 - 1 (5 - 3 tab) | Suisse   | Quart de finale    | 46 907      |

## Concerts et célébrations
- Journées mondiales de la jeunesse 2005
- Concert de Madonna (Sticky and Sweet Tour), 4 septembre 2008
- 56e Concours Eurovision de la chanson 2011, demi-finales : 10 et 12 mai 2011 et finale : 14 mai 2011[1]
- Concert The Black Eyed Peas (The Beginning Massive Stadium Tour), 28 juin 2011
- Concerts de Depeche Mode (The Delta Machine Tour (en)), les 3 et 5 juillet 2013
- Concert des One Direction, Where We Are Tour, 2 juillet 2014
- Concert de Paul McCartney, One On One Tour, le 28 mai 2016
- Concert de Beyoncé, dans le cadre de sa tournée Formation World Tour, le 12 juillet 2016
- Concert de Bon Jovi, This House Is Not For Sale Tour 2019, le 3 juillet 2019
- Concerts de Rammstein (Stadium Tour), les 18 et 19 juin 2022
- Concert de Lady Gaga, The Chromatica Ball, le 17 juillet 2022

## Galerie

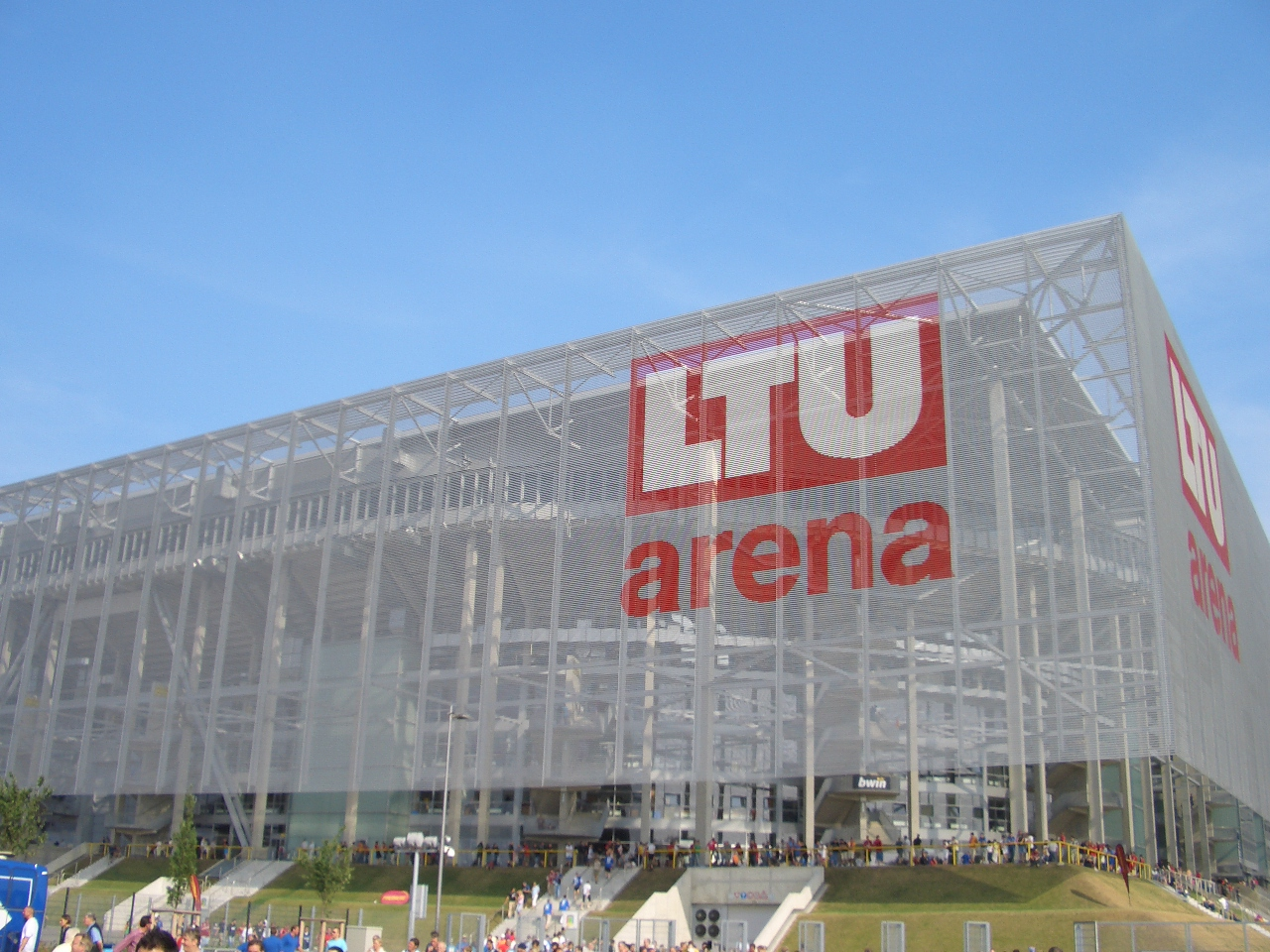
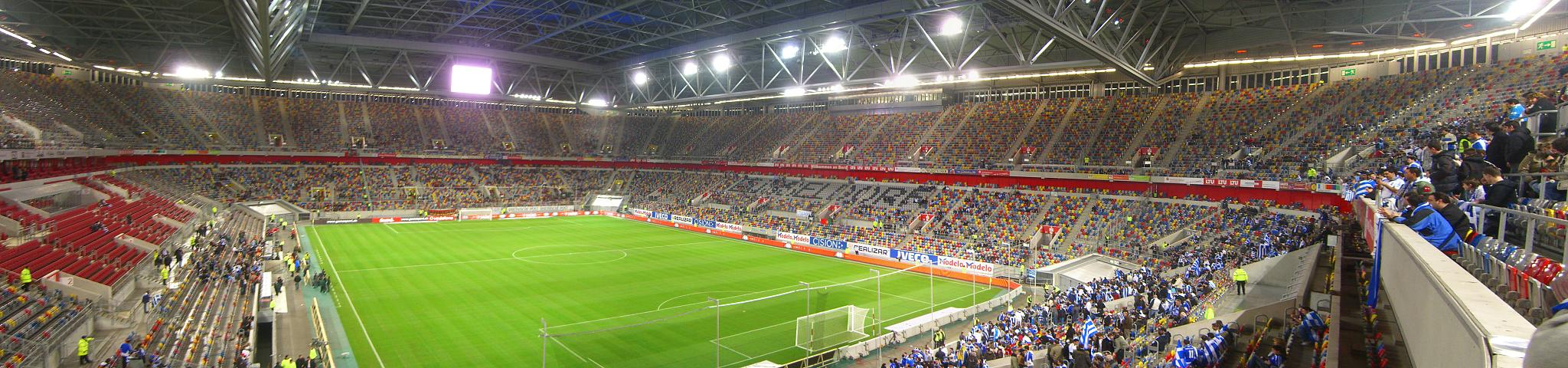
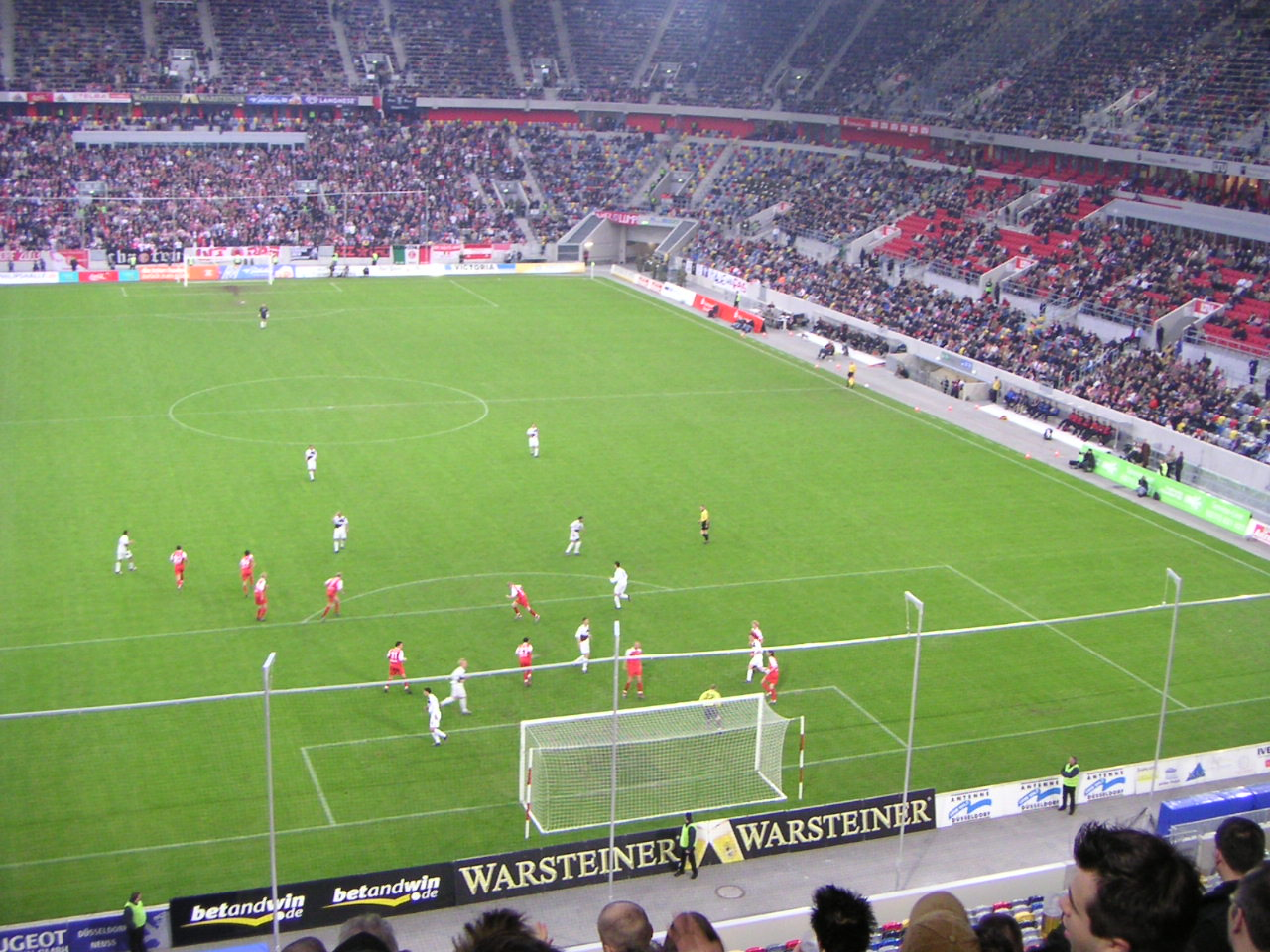